# Musique dans Buffy contre les vampires

La musique est un élément central des séries télévisées Buffy contre les vampires et Angel.

## La musique du générique
La musique du générique est Buffy the Vampire Slayer Theme du groupe Nerf Herder. Le groupe a été choisi par Joss Whedon sur la suggestion d'Alyson Hannigan. Pour Janet Halfyard, dans son essai Music, Gender, and Identity in Buffy the Vampire Slayer and Angel,
« le générique commence par le son d'un orgue accompagné par le hurlement d'un loup. L'image est un ciel nocturne étincelant enchevêtré de textes inintelligibles. Il est impossible de ne pas associer cela avec l'époque du film muet, Nosferatu le vampire et les conventions des films d'horreur en général et de ceux de Hammer Film Productions ». Puis le thème change :« l'orgue est supplantée par un son agressif de guitare électrique, replaçant ainsi [la série] dans la culture de la jeunesse actuelle ». Le générique est ainsi une déviation post-moderne de l'horreur.
La musique du générique d'Angel est Angel Theme du groupe Darling Violetta. Son tempo est beaucoup plus lent que celui de Buffy the Vampire Slayer Theme et elle fait appel à des instruments acoustiques comme le violon et le violoncelle.

## Discographie
| Discographie du Buffyverse          | Année de sortie |
| ----------------------------------- | --------------- |
| The Album                           | 1999            |
| Once More, with Feeling             | 2002            |
| Radio Sunnydale                     | 2003            |
| Angel: Live Fast, Die Never         | 2005            |
| Buffy the Vampire Slayer: The Score | 2008            |
| Buffy the Vampire Slayer Collection | 2018            |

## Compositeurs

### Christophe Beck
Christophe Beck a été le compositeur principal de la musique de la série pendant les saisons 2 à 4. Par la suite, il a également contribué à la musique d'épisodes importants tels que L'Apocalypse et Que le spectacle commence. 

### Thomas Wanker
Thomas Wanker a été le compositeur principal de la musique de la série pendant les saisons 5 et 6.

### Robert Duncan
Robert Duncan a été le compositeur principal de la musique de la série pendant la saison 7.

### Robert J. Kral
Robert J. Kral a été le compositeur principal de la musique de la série Angel.

### Douglas Romayne
Douglas Romayne a composé des musiques pour certains épisodes de la saison 7 de Buffy contre les vampires et des saisons 4 et 5 d'Angel.

## Clubs fictifs

### LeBronze
Le Bronze est la boîte de nuit de Sunnydale où le Scooby-gang passe souvent une partie de ses soirées. Il apparaît dans 66 des 144 épisodes de la série. Des groupes musicaux y jouent très souvent, la plupart du temps de véritables groupes locaux de la région de Los Angeles mais aussi quelquefois des artistes connus tels que Aimee Mann, Angie Hart, Michelle Branch, K's Choice, The Breeders ou Cibo Matto.

### LeCaritas
Le Caritas est le bar karaoké tenu par Lorne lors des saisons 2 et 3 de la série Angel. Différents personnages importants de la série y interprètent des chansons lors de divers épisodes.

## Groupes fictifs

### Dingoes
Dingoes Ate My Baby est le nom du groupe de rock fictif dans lequel Oz est guitariste. Ils se produisent souvent au Bronze et on peut entendre leurs chansons (en réalité composées et jouées par le groupe Four Star Mary) dans plusieurs épisodes de la série du début de la saison 2 (épisode La Momie inca) jusqu'au départ d'Oz de Sunnydale au début de la saison 4 (on les voit pour la dernière fois dans l'épisode Désillusions). Le chanteur du groupe, Devon MacLeish, est un personnage mineur mais récurrent de la série dans le même laps de temps.

### Shy
Shy est le groupe fictif dont la chanteuse est Veruca et qui apparaît dans trois épisodes de la saison 4. Le groupe interprète Overfire dans Breuvage du diable ainsi que Dip et Need to Destroy dans Cœur de loup-garou. Ces chansons sont interprétés par le duo de trip hop THC et figurent sur l'album Adagio (1999).

### Thèmes
- Slayageonline.com - Music, Gender, and Identity in Buffy the Vampire Slayer and Angel

### Compositeurs
- Bluntinstrument.org - Christophe Beck
- Bbc.co.uk - Interview with Robert Kral
- DouglasRomayne.com - Official site
- Duncanmusic.com - Official site